# Новосибирский завод полупроводниковых приборов
Новосибирский завод полупроводниковых приборов Восток (НЗПП Восток) — российское предприятие по производству полупроводниковых приборов, расположенное в Заельцовском районе Новосибирска.
Предприятие – одно из немногих предприятий полного цикла производства электронной продукции в стране. 
Входит в состав холдинговой компании «Росэлектроника» госкорпорации «Ростех». 
Также входит в Группу компаний «Элемент».

## История
Строительство завода по производству сверхминиатюрных ламп особой прочности для спецназначения (для взрывателей снарядов зенитной артиллерии) началось в Новосибирске в 1950 году.
В соответствии с приказом министра радиопромышленности СССР № 177 завод введён в частичную эксплуатацию 12 июля 1956 года.
С конца 1950-х годов коллектив завода принимает участие в создании ракетной техники. 
В 1961 году четверо инженеров и рабочих предприятия награждаются орденами и медалями за создание образцов техники космического корабля «Восток».
Кроме того, компоненты предприятия применялись в качестве элементной базы в проектах Венера-13 и Венера-14. 
В 1961 году предприятие перепрофилируют и реконструируют, в 1966 году завод вышел на производственную мощность по изготовлению полупроводниковых приборов. 

В 1966 году завод получил орден Трудового Красного Знамени, в 1975 году — орден Октябрьской революции.

В 1991 году НЗПП было изготовлено 44,7 млн интегральных микросхем и свыше 200 млн полупроводниковых приборов. В настоящее время предприятие выпускает более 400 типов микросхем и 700 типов различных полупроводниковых приборов.
18 февраля 2020 года произошло объединение АО «НЗПП с ОКБ» и АО «НПП „Восток“». 
25 мая 2021 года завод сменил название на АО «НЗПП Восток».
Санкции
В 2015 году правительством США в отношении «НЗПП с ОКБ» были введены санкции.
Из-за вторжения России на Украину предприятие находится под санкциями всех стран Евросоюза, США, Канады, Японии, Украины и Швейцарии.

## Продукция
- стабилитроны
- стабисторы
- генераторы шума
- ограничители напряжения
- диодные матрицы

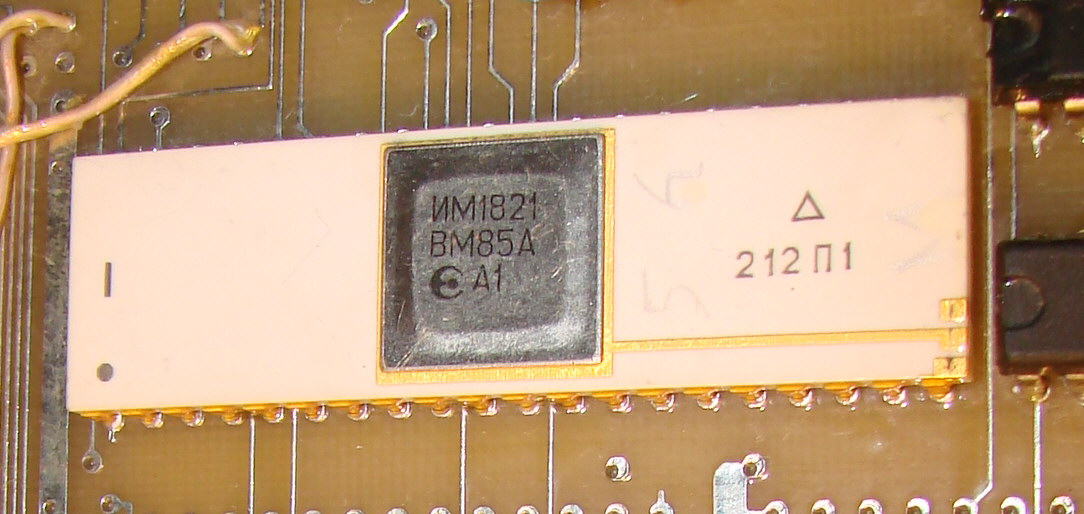
8-разрядный микропроцессор ИМ1821ВМ85А завода НЗПП

- микропроцессорный комплект[какой?]
- КМОП логические микросхемы (среднего быстродействия, повышенного быстродействия), БИС
- интегральные микросхемы с проектными нормами до 0,25 мкм[13][14]

## Сотрудничество с вузами
На базе базового центра проектирования (дизайн-центра) ОКБ создан и действует учебный центр в составе филиалов трех базовых кафедр Новосибирского государственного технического университета и Сибирского государственного университета телекоммуникаций и информатики.

Совместно с Институтом физики полупроводников им. А. В. Ржанова СО РАН и АО «Росэлектроника» предприятие участвует в разработке полупроводниковых пластин для фоточувствительных приемников нового поколения.

Совместно с Институтом физики полупроводников им. А. В. Ржанова СО РАН и компаниями SVTC и Sygma-Group предприятие входит в кластер микро-, нано- и биоэлектроники.

## Руководители
- Тивиков К. Р. (1954—1958)[4]
- Лысков А. А. (1958—1965)
- Брыкин А. И. (1966—1984)[18]
- Новотный С. И. (1984—1987)
- Хропов Ю. Е. (1987—?)
- Исюк В. И.  (2006—2021)
- Дмитрий Жидков[19]

## Награды
- Орден Трудового Красного Знамени (1966)[4]
- Орден Октябрьской революции (1975)